# Azzolin d'Aversa
Azzolin (en italien : Azzolino) est le premier évêque d'Aversa, chef-lieu du comté normand d'Aversa.

## Biographie
Son origine est incertaine mais il est quelquefois qualifié de Normand. En 1053, il devient le 1er évêque d'Aversa, nommé par le pape Léon IX à la demande des Normands, peu après la bataille de Civitate de juin 1053, où les troupes papales furent battues par les troupes normandes.
Azzolin meurt en 1059, et un certain Godefroi lui succède.